# Communauté de communes du Lautrecois
La  communauté de communes du Lautrecois  est une ancienne communauté de communes française, située dans le département du Tarn.
Elle a fusionné avec la Communauté de communes du Pays d'Agout le 1er janvier 2013 pour former la Communauté de communes du Lautrecois-Pays d'Agout.

## Historique
La Communauté de communes  du Lautrécois était une des plus anciennes communautés du Tarn. Elle fut créée en 1992 pour se substituer au SIVOM du canton. Avec une population de 5340 hab. (DGF 2011), une superficie de 169 km2, une densité de 32 hab./km2, elle regroupait 11 communes : Brousse, Jonquières, Laboulbène, Lautrec, Montdragon, Montpinier, Peyregoux, Puycalvel, Saint-Genest de Contest, Saint-Julien du Puy, Vénès.
Ses compétences étaient : Aménagement de l'espace (SCOT), Développement économique, Gestion de la Base de Loisirs Aquatique Aquaval, Collecte, traitement, tri des déchets ménagers, Entretien de la voirie communautaire (325 km) et ouvrages d'arts (45), Action sociale.

## Composition
Elle était composée des 11 communes suivantes :
| - Lautrec - Vénès - Jonquières - Montdragon - Saint-Julien-du-Puy - Brousse | - Saint-Genest-de-Contest - Puycalvel - Montpinier - Laboulbène - Peyregoux |  |